# 岩瀬亮
岩瀬 亮（いわせ りょう、1980年11月10日 - ）は、日本の俳優。茨城県出身。早稲田大学卒業。エフ・エム・ジー所属。

## 来歴・人物・エピソード
大学時代に映画サークルで役者として活動を始める。2005年より「ポツドール」「ハイバイ」など様々な劇団公演に出演を経験する。真利子哲也監督の『イエローキッド』が全州国際映画祭に出展された際に、チャン・ゴンジェ監督と知り合ったことをきっかけに韓国映画にもキャスティングされるようになる。

## 出演作品

### 映画
- 窯岡刑事（2004年、監督：田中要次）
- すべては海になる（2010年、監督：山田あかね）
- シーサイドモーテル（2010年、監督：守屋健太郎）
- イエローキッド（2010年、監督：真利子哲也）
- THE DEPTHS（2010年、監督：濱口竜介）
- MORE（2011年、監督：伊藤丈紘）
- はやぶさ（2011年、監督：堤幸彦）
- ショートフィルム KAKUZATO（2011年、監督：谷一郎）
- 影を追う人（2012年、監督：佐藤純子）
- シフガフ（2013年、監督：太田龍馬）
- トリハダ 劇場版2（2014年、監督：三木康一郎）
- バクマン。（2015年、監督：大根仁）
- ひと夏のファンタジア（2015年、監督：チャン・ゴンジェ）
- 自由なファンシィ（2015年、監督：筒井武文）
- FIVE PERCENT MAN（2016年、監督：田中雄之）
- 最悪の一日（韓国、2016年、監督：キム・ジョングァン）
- ディストラクション・ベイビーズ（2016年、監督：真利子哲也）
- 過激派オペラ（2016年、監督：江本純子）
- THE BAND'S NEW STAGE（2017年、監督：田中雄之）
- 一週間フレンズ。（2017年、監督：村上正典）
- セブンティーン、北杜 夏（2017年、監督：冨樫森）[5]
- シスターフッド（2019年、監督：西原孝至）
- 見えない目撃者（2019年、監督：森淳一）
- 猿楽町で会いましょう（2021年、監督：児山隆）
- 正欲（2023年、監督：岸善幸）[6]
- 愛に乱暴（2024年、監督：森ガキ侑大）[7]
- パーフェクトプロポーズ Dream Edition（2024年、監督：宝来忠昭） - 佐藤主任 役[8]
- STRANGERS（2024年、監督：池田健太）[9]
- 愛の茶番（2024年、監督：江本純子） - リョウスケ 役[10]
- 逃走（2025年、監督：足立正生）[11]
- 白の花実（2025年公開予定、監督：坂本悠花里）[12]

### 劇場アニメ
- めくらやなぎと眠る女（2024年7月26日公開、監督：ピエール・フォルデス） - 佐々木 役[13]

### テレビドラマ
- 金曜ドラマ（TBSテレビ系）
  - スマイル 第8話（2009年6月5日）
  - インビジブル 第1話（2022年4月15日）- 克之 役[14]
- 緊急スペシャル 救命病棟24時〜救命医・小島楓〜 3rd Episode「仲間」（2009年7月28日、フジテレビ系）
- 大河ドラマ（NHK）
  - 天地人 第35回（2009年8月30日）
  - 江 姫たちの戦国 第22回・第23回（2011年6月12日・19日） - 北条氏直 役
  - 青天を衝け 第10回（2021年4月18日）- 安藤信正 役[15]
- 猿ロック 第12話（2009年10月9日、日本テレビ系）
- 深夜食堂 第3話（2009年10月24日、TBSテレビ系）
- 土曜時代劇 オトコマエ!2 第13話（2009年12月5日、NHK総合）
- 連続テレビ小説 ゲゲゲの女房 第14・15週（2010年6月28日 - 7月10日、NHK） - 青年 役
- 日曜劇場（TBSテレビ系）
  - GM 踊れドクター 第5話（2010年8月15日）
  - 安堂ロイド〜A.I. knows LOVE?〜 第6話（2013年11月17日） - 先生 役
  - グッドワイフ 第8話（2019年3月3日） - 安達輝夫 役
- 金曜ナイトドラマ（テレビ朝日系）
  - 熱海の捜査官 第4話（2010年8月20日）
  - 都市伝説の女 第3話（2012年4月27日）
- 祝女 帰ってきた!サマースペシャル（2010年8月21日、NHK総合）
- 霊能力者 小田霧響子の嘘 第六霊（2010年11月14日、テレビ朝日）
- ハイビジョン特集ドラマ 生むと生まれる それからのこと（2011年8月27日、NHK BSハイビジョン）[16]
- 相棒 Season10 第3話（2011年11月2日、テレビ朝日系） - 桐野 役[17]
- 連続ドラマW（WOWOW）
  - 贖罪 第1話（2012年1月8日）
  - コールドケース3 ～真実の扉～ 第6話（2021年1月16日） - 牧村雄大 役
- スープカレー 戸次篇（2012年4月13日 - 6月29日、北海道放送 / 2012年4月16日 - 6月25日、TBSテレビ / ほか） - 北野くん 役[18]
- たぶらかし-代行女優業・マキ- 第8話（2012年5月24日、日本テレビ系） - 溝口 役
- 宮部みゆきミステリー パーフェクト・ブルー 第7話（2012年11月26日、TBSテレビ系） - 西岡裕二 役[19]
- 月9（フジテレビ系）
  - HERO 第2期 第2話（2014年7月21日） - 勝俣大毅 役[20]
  - 366日 第7話 - 最終話（2024年5月20日 - 6月17日） - 園田 役[1]
- 東京スカーレット〜警視庁NS係 第8話（2014年9月2日、TBSテレビ系） - 鈴木貴之 役[21]
- メ～テレドラマ まかない荘2 4杯め（2017年11月7日、名古屋テレビ） - 佐竹原 役
- 土曜ドラマ やけに弁の立つ弁護士が学校でほえる 最終回（2018年5月26日、NHK総合） - 生徒の保護者 役
- 宮本から君へ 第9話（2018年6月9日、テレビ東京系） - 小菅 役
- 木ドラ25 デザイナー 渋井直人の休日 第7話（2019年3月1日、テレビ東京系） - 奈良礼生 役
- よるドラ ゾンビが来たから人生見つめ直した件 第7回（2019年3月2日、NHK総合）
- 日曜プライム 時効警察 復活スペシャル（2019年9月29日、テレビ朝日系）[22]
- 今夜はコの字で コの五（2020年2月4日、BSテレ東） - 古川部長 役
- 恋はつづくよどこまでも 第8話（2020年3月3日、TBSテレビ系） ‐ 黒坂祐樹 役[23]
- 家政夫のミタゾノ 第4シーズン 第6話（2020年7月10日、テレビ朝日系）- 小野寺文雄 役[24]
- ドラマ10 群青領域 第6話（2021年11月26日、NHK総合）[25]
- にんげんこわい 第4話・最終話「宮戸川（上・下）」（2022年2月27日・3月6日、WOWOWプライム）- 船頭 役[26]
- プライベートバンカー 第4話（2025年1月30日、テレビ朝日） - 望月正太郎 役

### 配信ドラマ
- めがだん 最終話「ウェアラブルめがねくん」（2017年8月12日、GYAO!）[27]
- Hulu U35クリエイターズ・チャレンジ「まんたろうのラジオ体操」（2022年2月、Hulu）
- パーフェクトプロポーズ（2024年2月2日 - 、FOD） - 佐藤主任 役[28]
- ガンニバル シーズン2（2025年3月19日 - 4月23日、Disney+ Star） - 河口尊 役[29]

### 舞台
- 名トリ本式(smartball)『SEX GANG CHILDREN』（2005年、作・演出：名執健太郎）
- smartball『My Legendary Girlfriend』（2006年、作・演出：名執健太郎）
- ポツドール『人間♥失格』（2007年、作・演出：三浦大輔）
- smartball『The Perfect Drug』（2007年、作・演出：名執健太郎）
- ポツドール vol.17『顔よ』（2009年、作・演出：三浦大輔）
- ポツドール vol.18『愛の渦』（2009年、作・演出：三浦大輔）
- ハイバイ『リサイクルショップKOBITO』（2009年、作・演出：岩井秀人）
- サンプル『ゲヘナにて』（2011年、作・演出：松井周）
- ラブリーベイベー（2011年、作・演出：河西裕介）
- サンプル『女王の器』（2012年、作・演出：松井周）
- ハイバイ『ポンポン お前の自意識に小刻みに振りたくなるんだ ポンポン』（2012年、作・演出：岩井秀人）
- 劇団宝船『撫で撫で』（2013年、演出：ペヤンヌマキ）
- PARCO PRESENTS『正しい教室』（2015年、作・演出：蓬莱竜太）
- 幕末太陽傳（2015年、演出：江本純子）
- 二月のできごと（2016年、作・演出：江本純子）
- 小松台東『勇気出してよ』（2016年、作・演出：松本哲也）
- 星回帰線（2016年、作・演出：蓬莱竜太）
- ハイバイ『ハイバイ、もよおす』（2017年、作・演出：岩井秀人）
- 僕の犬返して（2017年、作・演出：師岡広明）
- 財団、江本純子 vol.9『30分で愛は壊れていく』（2017年、作・演出：江本純子）
- 財団、江本純子 vol.10『あなたはわたしのシネマなの』（2017年、作・演出：江本純子）
- 財団、江本純子 vol.11『忘れていくキャフェ』（2018年、作・演出：江本純子）
- モダンスイマーズ『悲しみよ、消えないでくれ』（2018年、作・演出：蓬莱竜太）
- 財団、江本純子 vol.13「事務王1」（2018年、作・演出：江本純子）
- ハイバイ『て』（2018年、作・演出：岩井秀人）
- 演劇実験 根本宗子『コンビニ』（2018年、作・演出：根本宗子）
- 月刊「根本宗子」 第16号『愛犬ポリーの死、そして家族の話』（2018年、作・演出：根本宗子）[30]
- 渦が森団地の眠れない子たち（2019年、作・演出：蓬莱竜太）
- インヘリタンス-継承-（2024年、作・マシュー・ロペス、演出：熊林弘高）[31]
- Bunkamura Production 2025『おどる夫婦』（2025年、作・演出：蓬莱竜太）[32]
- 劇団普通 新作公演（2025年公演予定、作・演出：石黒麻衣）[33]

### CM
- コカ・コーラ 自販機「コーヒーの場所」篇
- ニチバン ケアリーヴ「僕は、ばんそうこう」篇
- 東京建物 - ナレーション
- 生茶（web）
- クリーム玄米ブラン
- Pasco超熟「知らない街」編
- 保険見直し本舗
- ゼリア新薬「ヘパリーゼ」